# 粗毛肉果草
粗毛肉果草（学名：Lancea hirsuta）为玄参科肉果草属下的一个种。

## 扩展阅读
維基物種上的相關：粗毛肉果草